# Alice at the Palace
Pour plus de détails, voir Fiche technique et Distribution.
Alice at the Palace est à l'origine un spectacle musical écrit par Elizabeth Swados intitulé Alice at Concert, d'après Alice au pays des merveilles de Lewis Carroll, joué en 1980, dont Emile Ardolino réalisa le spectacle pour la télévision, diffusé en 1982.

## Fiche technique
- Titre : Alice at the Palace
- Réalisation : Emile Ardolino
- Scénario : Elizabeth Swados (spectacle Alice at Concert), d'après l'œuvre Alice au pays des merveilles de Lewis Carroll
- Musique : Elizabeth Swados
- Casting : Stanley Soble et Rosemarie Tilcher
- Costumes : Theoni V. Aldredge
- Producteur : Joseph Papp
- Pays :  États-Unis
- Durée : 72 minutes
- Genre : comédie dramatique, comédie musicale
- Date de première diffusion : 16 janvier 1982 (États-Unis)

## Distribution
- Meryl Streep : Alice
- Betty Aberlin : la sœur d'Alice
- Debbie Allen : la reine rouge
- Richard Cox : Mad Hatter
- Stuart Baker-Bergen
- Sheila Dabney
- Rodney Hudson : Cheshire Cat / Unicorn
- Michael Jeter : Caterpillar / Dormouse
- Charles Lanyer : Lion

## Autour du téléfilm
- Alice at the Palace fut récompensé de l'Emmy Award du meilleur programme pour enfants.